# Темпл (Пенсільванія)
Темпл (англ. Temple) — переписна місцевість (CDP) в США, в окрузі Беркс штату Пенсільванія. Населення — 2073 особи (2020).

## Географія
Темпл розташований за координатами 40°24′29″ пн. ш. 75°55′22″ зх. д. / 40.40806° пн. ш. 75.92278° зх. д. (40.408054, -75.922908).  За даними Бюро перепису населення США в 2010 році переписна місцевість мала площу 0,88 км², з яких 0,87 км² — суходіл та 0,01 км² — водойми.

## Демографія
Згідно з переписом 2010 року, у переписній місцевості мешкало 1877 осіб у 793 домогосподарствах у складі 469 родин. Густота населення становила 2136 осіб/км².  Було 844 помешкання (961/км²).
Расовий склад населення:
| - 84,5 % — білих - 4,2 % — чорних або афроамериканців - 1,0 % — азіатів - 0,4 % — корінних американців - 0,2 % — вихідців з тихоокеанських островів - 7,2 % — осіб інших рас |

До двох чи більше рас належало 2,6 %. Частка іспаномовних становила 16,8 % від усіх жителів.
За віковим діапазоном населення розподілялося таким чином: 21,3 % — особи молодші 18 років, 59,6 % — особи у віці 18—64 років, 19,1 % — особи у віці 65 років та старші. Медіана віку мешканця становила 39,3 року. На 100 осіб жіночої статі у переписній місцевості припадало 97,6 чоловіків;  на 100 жінок у віці від 18 років та старших — 94,1 чоловіків також старших 18 років.
Середній дохід на одне домашнє господарство  становив 59 580 доларів США (медіана — 56 813), а середній дохід на одну сім'ю — 67 996 доларів (медіана — 61 250). За межею бідності перебувало 5,6 % осіб, у тому числі 4,7 % дітей у віці до 18 років та 9,4 % осіб у віці 65 років та старших.
Цивільне працевлаштоване населення становило 689 осіб. Основні галузі зайнятості: виробництво — 25,7 %, освіта, охорона здоров'я та соціальна допомога — 23,8 %, роздрібна торгівля — 10,0 %, мистецтво, розваги та відпочинок — 8,3 %.